# François de Hatvany
Le baron François de Hatvany ou en hongrois Hatvany Ferenc (Budapest, 29 octobre 1881 - Lausanne, 7 février 1958) est un peintre et collectionneur hongrois d'œuvres d'art.

## Biographie
Ferenc Hatvany est le second fils de l'industriel et mécène Sándor Hatvany-Deutsch (en) (1852-1913), qui fut le roi du sucre dans tout l'Empire austro-hongrois. Il hérite d'une partie des biens de son père qui, à la veille de la Première Guerre mondiale, est l'un des hommes les plus riches d'Europe. Son frère aîné, Lajos Hatvany (1880-1961) fut écrivain et critique littéraire.
Durant sa jeunesse, Ferenc est envoyé à Paris pour s'essayer au beaux-arts et entre à l'Académie Julian en 1898, il étudie auprès de Jean-Paul Laurens ; à Budapest, il fréquente les cours d'Adolf Fényes et de Sándor Bihari (en). Son style est d'abord influencé par Ingres puis par les tenants de l'impressionnisme. Il a surtout exposé dans son pays.
Il commence à collectionner des tableaux à partir de 1908, d'abord en rachetant un Courbet de la collection du baron Léon Hirsch (Lutteurs), puis, en 1913, deux autres Courbet, Femme nue couchée au collectionneur hongrois Marcell Nemes, et enfin L’Origine du monde, achetée le 16 juin 1913, à Budapest, au baron hongrois Mór Lipót Herzog — dont la collection sera également largement pillée. Très bien conseillé, épris d'art moderne, se trouvent dans sa collection aussi bien des œuvres du Tintoret, d'Ingres (Le Petit Baigneur), de John Constable (Beaching A Boat, Brighton), Honoré Daumier, que des toiles impressionnistes de Pissarro, Cézanne, Auguste Renoir (deux portraits de femmes), Édouard Manet (Le Suicidé).

## Collection Hatvany

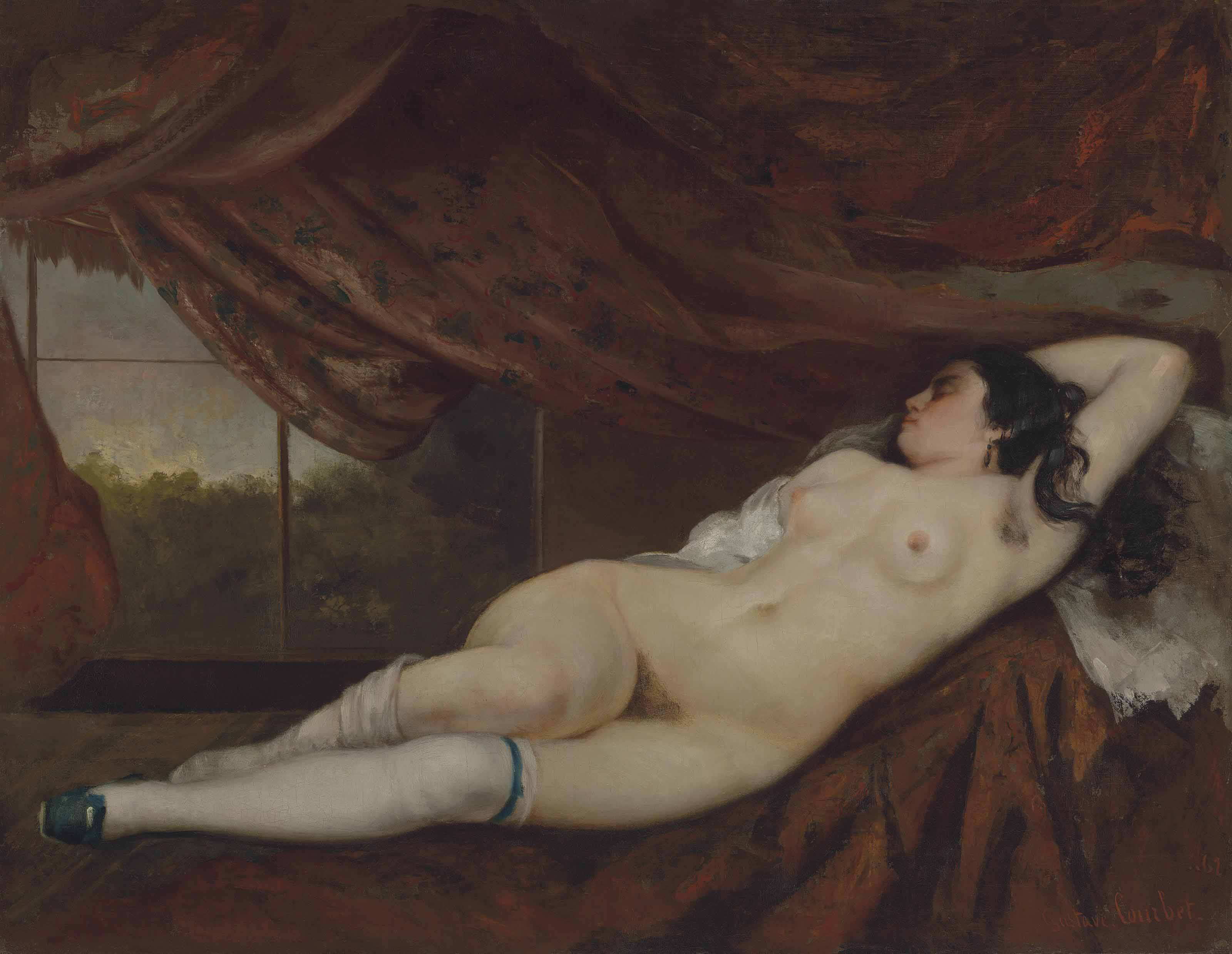
Femme nue couchée (1862) de Gustave Courbet, l'un des tableaux disparus de la collection Hatvany : réapparue en 2003, restituée, exposée à Paris en 2007 puis vendue par les héritiers (collection particulière).

Objet de rumeurs, le destin de cette remarquable collection privée est aujourd'hui mieux documentée mais une grande partie a pour l'instant disparu : industriels juifs, anoblis pour leur mécénat, les Hatvany furent la cible d'abord du dictateur hongrois antisémite Miklós Horthy, puis à partir de 1943, des nazis qui envahissent Budapest : François de Hatvany plaça dans différentes banques hongroises quelques tableaux pour les protéger mais en 1944 des commandos SS pillent le palais Hatvany ainsi que d'autres résidences de la famille. En 1945, c'est au tour de l'armée soviétique qui intercepte les convois de tableaux, dont une partie est réclamée ensuite par la commission inter-alliés pour le compte des Hatvany. En 1947, menacé par le régime pro-soviétique, François de Hatvany s'exile à Paris, où il possède des biens et quelques tableaux. C'est notamment là qu'en 1955 il parvient à vendre L’Origine du monde à Jacques Lacan. En 1966, Der Spiegel révèle une importante escroquerie menée par un groupe d'individus réclamant au gouvernement fédéral allemand des compensations pour les spoliations subies par les Hatvany : or, depuis 1964, il était établi qu'une partie des tableaux était passée du côté russe et que leur nombre n'était pas aussi élevé que les escrocs le prétendaient. Depuis l'effondrement du Bloc de l'Est en 1992, des tableaux suspects réapparaissent sur le marché de l'art, ce qui entraîne d'interminables procès.
Marié à Lucia Királdi-Lukács, François de Hatvany meurt à Lausanne le 7 février 1958. Le couple a  eu quatre enfants : Alexandra Hatvany (1920-1978) qui a épousé Andreas von Nagy (1914-1994), célèbre organisateur de safari allemand d'origine hongroise vivant en Tanzanie, Sándor (1925-1944), Sonja (1930-2018) et Antoinette (née en 1934), qui sont en principe les héritiers de cette collection.